# Gustavo Dussel
Gustavo Dussel (Argentina, ?-Argentina, abril o mayo de 1976) fue un físico argentino, catedrático y decano de la Facultad de Ciencias Exactas y Naturales de la Universidad de Buenos Aires.

## Biografía
Gustavo Alberto Dussel nació en Argentina. Fue un físico, catedrático de física, y decano de la Facultad de Ciencias Exactas y Naturales (FCEYN) de la Universidad de Buenos Aires en el decenio de 1970, y se caracterizó, además, por su lucha contra las limitaciones y abusos políticos y presupuestarios del gobierno peronista de 1974.
Al igual que numerosos universitarios, durante sus años de profesor y decano sufrió la represión por parte de la Alianza Anticomunista Argentina (AAA), en los periodos de rectorado de la Universidad de Buenos Aires de Vicente Solano Lima y Raúl Laguzzi, cuando gobernaron Argentina sucesivamente, Juan Domingo Perón (segundo período) y María Estela Martínez de Perón.
Cuando era catedrático y secretario académico de la Facultad de Ciencias Exactas y Naturales de la UBA, y antes de ser aceptado como decano, ya era asimismo presidente de la Asociación Física Argentina (AFA).
El doctor Gustavo Dussel, cuyos méritos principales fueron la investigación y la exigencia académica a sus alumnos, así como su resistencia a la supresión de libertad de cátedra y las imposiciones por parte del régimen peronista, falleció en Argentina, en 1976, a causa de cáncer óseo.